# Col de Barrancq
Le col de Barrancq est un col de montagne situé entre le plateau de Lhers et Borce, en vallée d'Aspe dans les Pyrénées-Atlantiques.
Le col est emprunté par le GR 10.

## Toponymie
Le nom barràncɵ, barràncou signifie 'ravin' en gascon.